# Legends of Tomorrow
Legends of Tomorrow (Originaltitel: DC’s Legends of Tomorrow, englisch für DCs Legenden von Morgen) ist eine US-amerikanische Science-Fiction-Fernsehserie über Figuren aus dem DC-Universum, die vom 21. Januar 2016 bis zum 2. März 2022 auf dem Sender The CW ausgestrahlt wurde.
Die Serie ist ein Ableger der Serien Arrow und The Flash und spielt im selben fiktiven Universum (Arrowverse). In Deutschland erfolgt die Ausstrahlung der Serie ab dem 30. August 2016 beim Free-TV-Sender ProSieben.
Im April 2022 wurde die Serie nach der siebten Staffel trotz Cliffhanger abgesetzt.

## Handlung

### Staffel 1
Um die Welt vor ihrem Untergang zu bewahren, reist Rip Hunter, ein Time-Master, aus dem Jahr 2166 zurück ins Jahr 2016, um ein Team aufzustellen, welches Vandal Savage daran hindern soll, die Welt und die Zeit selbst zu zerstören. Es besteht aus Professor Martin Stein und Jefferson Jackson, die zusammen Firestorm ergeben, Ray Palmer (The Atom), der White Canary Sara Lance, Kendra Saunders und Carter Hall (Hawkgirl und Hawkman), der von Barry Allen erstellten künstlichen Intelligenz Gideon, den Ganoven Mick Rory und Leonard Snart (Heat Wave und Captain Cold) und Rip selbst. Ein weiterer Grund ist, dass Hunters Frau und Sohn von Savage umgebracht wurden. Dies verkraftet er nicht und bricht die Regeln der Time-Master, um die Vergangenheit zu verändern. Wie sich dann jedoch herausstellt, hatten die Time-Master dies geplant, da ihrer Meinung nach Vandal Savage die Welt retten wird. Daraufhin zerstört das Team die Hauptbasis der Time-Master, wobei Leonard Snart ums Leben kommt, nachdem er sich  zuerst für Ray Palmer und dann für Mick geopfert hat. Dann reist das Team unabhängig von den Time-Mastern in drei Zeitlinien zu Vandal Savage und tötet ihn dort.

## Veröffentlichung
Die Erstausstrahlung der dritten Staffel fand vom 10. Oktober 2017 bis 9. April 2018 statt. Im deutschen Raum fand die Ausstrahlung ab dem 16. Juli 2018 bei ProSieben Maxx statt. Im April 2018 wurde die Produktion einer vierten Staffel angekündigt. Diese wurde in den Vereinigten Staaten vom 22. Oktober 2018 bis zum 20. Mai 2019 ausgestrahlt. Die fünfte Staffel wurde vom 14. Januar 2020 bis zum 2. Juni 2020 in den USA ausgestrahlt. Am 7. Januar 2020 wurde eine sechste Staffel in Auftrag gegeben, die vom 2. Mai bis zum 5. September 2021 ausgestrahlt wurde. Im Februar 2021 wurde eine siebte Staffel bestellt. Sie wurde vom 13. Oktober 2021 bis zum 2. März 2022 ausgestrahlt. Es wurde keine achte Staffel bestellt. Die Serie endet mit Staffel 7.
Die deutschsprachigen Erstausstrahlungen folgten sieben bis 17 Monate im Anschluss an denen der USA. Ähnlich wie bei Batwoman wird die finale Staffel allerdings erst viel später (dreieinhalb Jahre) im Nachtprogramm von Prosieben Maxx ausgestrahlt werden.

## Besetzung und Synchronisation
Die deutschsprachige Synchronfassung entsteht im Auftrag von ProSiebenSat.1 Media durch die Synchronfirma Cinephon Filmproduktions in Berlin. Werner Böhnke schrieb die Dialogbücher der ersten Staffel, mittlerweile verfassen Peter Minges, Sabine Hinrichs, Bernd Eichner, Andreas Hinz und ab der fünften Staffel Stefan Ludwig die Dialogbücher. Patrick Baehr führte in der ersten Staffel die Dialogregie, ab der zweiten Staffel übernahmen Maurice Taube, Bernd Eichner, Karim El Kammouchi, Dirk Hartung und ab der fünften Staffel Tim Sander diese Aufgabe.

### Hauptbesetzung
| Rollenname                           | Schauspieler/in           | Hauptrolle           | Nebenrolle                                                                                         | Synchronsprecher/in             |
| ------------------------------------ | ------------------------- | -------------------- | -------------------------------------------------------------------------------------------------- | ------------------------------- |
| Sara Lance / White Canary            | Caity Lotz                | 1.01–7.13            | | Tanya Kahana Lydia Morgenstern  |
| Gideon (Stimme)                      | Amy Louise Pemberton      | 1.01–7.13            | | Melanie Hinze                   |
| Gideon (Menschliche Form)            | Amy Louise Pemberton      | 7.01–7.13            | 2.13, 3.11, 4.08, 5.12                                                                             | Melanie Hinze                   |
| Mick Rory / Heat Wave / Chronos      | Dominic Purcell           | 1.01–6.15            | | Viktor Neumann                  |
| Professor Martin Stein / Firestorm   | Victor Garber             | 1.01–3.08            | 7.03                                                                                               | Reinhard Kuhnert                |
| Professor Martin Stein / Firestorm   | Graeme McComb             |                      | 1.02, 2.05, 3.09                                                                                   | Konrad Bösherz                  |
| Ray Palmer / The Atom                | Brandon Routh             | 1.01–5.08            | 7.03                                                                                               | Patrick Schröder                |
| Clark Kent / Superman (Erde 96)      | Brandon Routh             |                      | 5.00                                                                                               | stumm                           |
| Rip Hunter                           | Arthur Darvill            | 1.01–2.02, 2.08–2.17 | 3.01, 3.05, 3.11–3.13, 3.17–3.18, 7.03                                                             | Rainer Fritzsche                |
| Jefferson „Jax“ Jackson / Firestorm  | Franz Drameh              | 1.01–3.09            | 3.18, 7.03                                                                                         | Tobias Schmidt                  |
| Kendra Saunders / Hawkgirl           | Ciara Renée               | 1.01–1.16            | | Julia Kaufmann                  |
| Carter Hall / Hawkman                | Falk Hentschel            | 1.01–1.02            | 1.10, 1.13–1.14, 1.16, 7.03                                                                        | Markus Pfeiffer                 |
| Leonard Snart / Captain Cold         | Wentworth Miller          | 1.01–1.16            | 2.08, 2.15–2.17, 7.03                                                                              | Gerrit Schmidt-Foß              |
| Citizen Cold (Erde-X)                | Wentworth Miller          |                      | 3.08–3.10                                                                                          | Gerrit Schmidt-Foß              |
| Eobard Thawne / Reverse-Flash        | Matt Letscher             | 2.01–2.17            | 7.10–7.11                                                                                          | Sven Gerhardt                   |
| Eobard Thawne / Reverse-Flash        | Tom Cavanagh              |                      | 3.08                                                                                               | Uwe Büschken                    |
| Harrison Wells (Erde 2)              | Tom Cavanagh              |                      | 3.08                                                                                               | Uwe Büschken                    |
| Nash Wells / Pariah                  | Tom Cavanagh              |                      | 5.00                                                                                               | Uwe Büschken                    |
| Dr. Nathaniel „Nate“ Heywood / Steel | Nick Zano                 | 2.01–7.13            | | Arne Stephan                    |
| Amaya Jiwe / Vixen                   | Maisie Richardson-Sellers | 2.01–3.18            | | Michelle Winter                 |
| Charlie / Klotho                     | Maisie Richardson-Sellers | 4.03–5.15            | | Michelle Winter                 |
| Zari Adrianna Tomaz / Zari Tarazi    | Tala Ashe                 | 3.03–7.13            | | Sanam Afrashteh                 |
| Wallace „Wally“ West / Kid Flash     | Keiynan Lonsdale          | 3.12–3.18            | 3.01, 3.11                                                                                         | Amadeus Strobl                  |
| Ava Sharpe                           | Jes Macallan              | 4.01–7.13            | 3.01–3.03, 3.05, 3.09–3.13, 3.15–3.18                                                              | Ghadah Al-Akel Schaukje Könning |
| John Constantine                     | Matt Ryan                 | 4.01–6.15            | 3.09–3.10, 3.15, 3.18                                                                              | Stefan Günther                  |
| Dr. Gwyn Davies                      | Matt Ryan                 | 7.05–7.13            | | Stefan Günther                  |
| Eleanor „Nora“ Darhk                 | Courtney Ford             | 4.01–5.08            | 3.05–3.06, 3.09, 3.12–3.13, 3.15–3.18, 7.03                                                        | Mareile Moeller                 |
| Mona Wu                              | Ramona Young              | 4.03–4.16            | 5.01, 5.07, 5.13–5.14                                                                              | Lea Kalbhenn                    |
| Mar Novu / Monitor                   | LaMonica Garrett          |                      | 4.16                                                                                               | stumm                           |
| Mobius / Anti-Monitor                | LaMonica Garrett          | 5.00                 | | Ralf David                      |
| Astra Logue                          | Olivia Swann              | 5.02–7.13            | 4.15–4.16                                                                                          | Marie-Isabel Walke              |
| Gary Green                           | Adam Tsekhman             | 6.01–7.13            | 3.01–3.03, 3.11–3.13, 3.15–3.16, 3.18–4.03, 4.05, 4.07–4.10, 4.12–4.16, 5.01, 5.03–5.06, 5.09–5.14 | Florian Clyde                   |
| Behrad Tarazi                        | Shayan Sobhian            | 6.01–7.13            | 4.16–5.09, 5.13–5.14                                                                               | Roland Wolf                     |
| Esperanza „Spooner“ Cruz             | Lisseth Chavez            | 6.01–7.13            | | Laurine Betz                    |

1. ↑  Ab Staffel 3.
2. ↑  Ab Staffel 5.

### Nebenbesetzung
| Rollenname                            | Schauspieler/in                     | Nebenrolle                                   | Synchronsprecher/in   |
| ------------------------------------- | ----------------------------------- | -------------------------------------------- | --------------------- |
| Vandal Savage                         | Casper Crump                        | 1.01–1.03, 1.05, 1.08, 1.10, 1.13–1.16, 4.16 | Thomas Nero Wolff     |
| Miranda Coburn                        | Alex Duncan                         | 1.01, 1.07, 1.16                             | Susanne Geier         |
| Zaman Druce                           | Martin Donovan                      | 1.04, 1.12, 1.14–1.15                        | Frank Röth            |
| Valentina Vostok                      | Stephanie Corneliussen              | 1.04–1.05                                    | Katharina Spiering    |
| The Pilgrim                           | Faye Kingslee                       | 1.11–1.12                                    | Anna Grisebach        |
| Jonah Hex                             | Johnathon Schaech                   | 1.11, 2.06, 3.18                             | Robert Glatzeder      |
| Rex Tyler / Hourman                   | Patrick J. Adams                    | 1.16, 2.02                                   | Ozan Ünal             |
| Courtney Whitmore / Stargirl / Merlin | Sarah Grey                          | 2.01–2.02, 2.12                              | Melinda Rachfahl      |
| Dr. Mid-Nite                          | Kwesi Ameyaw                        | 2.01–2.02, 2.12                              | Stefan Bräuler        |
| Henry Heywood, Sr. / Commander Steel  | Matthew MacCaull                    | 2.01–2.02, 2.14, 3.15                        | Julien Haggége        |
| Todd James Rice / Obsidian            | Dan Payne                           | 2.01–2.02 (1942)                             |                       |
| Todd James Rice / Obsidian            | Lance Henriksen                     | 2.05 (1987)                                  | Axel Lutter           |
| Lily Stein                            | Christina Brucato                   | 2.06–2.07, 2.10, 3.01, 3.04–3.05, 3.08       | Anja Nestler          |
| König Arthur                          | Nils Hognestad                      | 2.12, 3.01                                   | Paul Matzke           |
| Julius Caesar                         | Simon Merrells                      | 3.01, 3.18                                   | Marcus Off            |
| Mallus                                | Courtney Ford Stimme: John Noble    | 3.05, 3.12, 3.13, 3.16                       | Roland Hemmo          |
| Mallus                                | Stimme: John Noble                  | 3.09–3.10, 3.17–3.18                         | Roland Hemmo          |
| Mallus                                | Madeleine Arthur Stimme: John Noble | 3.10                                         | Roland Hemmo          |
| Mallus                                | Caity Lotz Stimme: John Noble       | 3.15                                         | Roland Hemmo          |
| Helena von Troja                      | Bar Paly                            | 3.06, 3.18                                   | Marieke Oeffinger     |
| Freydís                               | Katia Winter                        | 3.09, 3.18                                   | Josefin Hagen         |
| Edward Thatch „Blackbeard“            | Johnathan Cake                      | 3.12, 3.18                                   | Thomas Schmuckert     |
| Hank Heywood                          | Tom Wilson                          | 4.01–4.02, 4.05–4.06, 4.08–4.11, 4.16        | Andreas Hosang        |
| Dorothy Heywood                       | Susan Hogan                         | 4.01, 4.05, 4.09, 4.11                       | Katarina Tomaschewsky |
| Fairy Godmother                       | Jane Carr                           | 4.02, 4.08, 4.14–4.16                        | Margot Rothweiler     |
| Desmond / Neron                       | Christian Keyes                     | 4.05, 4.07–4.12                              | Daniel Fehlow         |
| Garima                                | Vesna Ennis                         | 4.05, 4.07–4.08                              |                       |
| Lachesis                              | Sarah Strange                       | 5.04, 5.07–5.09, 5.11–5.14                   |                       |
| Lita                                  | Mina Sundwall                       | 5.07–5.08, 5.10–5.11, 5.13–5.14, 6.09–6.10   | Vivien Gilbert        |
| Atropos                               | Joanna Vanderham                    | 5.08–5.09, 5.12–5.14                         | Jenny Löffler         |
| Bishop                                | Raffi Barsoumian                    | 6.03, 6.05–6.07, 6.13–6.15, 7.03, 7.06–7.08  | Armin Schlagwein      |
| Kayla                                 | Aliyah O’Brien                      | 6.04, 6.06–6.07, 6.12, 6.14–6.15             | Dina Kürten           |
| Gloria Cruz                           | Alexandra Castillo                  | 6.14–7.02                                    | Regina Gisbertz       |

### Gastauftritte aus demArrowverse
| Rollenname                                                             | Schauspieler/in       | Gastrolle                                                                                      | Synchronsprecher/in                    |
| ---------------------------------------------------------------------- | --------------------- | ---------------------------------------------------------------------------------------------- | -------------------------------------- |
| Oliver Jonas „Ollie“ Queen / Arrow / Green Arrow / Dark Arrow (Erde-X) | Stephen Amell         | 1.01, 1.06, 2.01, 2.07, 3.08, 5.00 (Stimme)                                                    | Johannes Raspe                         |
| Dinah „Laurel“ Lance / Black Canary                                    | Katie Cassidy         | 1.01, 2.17                                                                                     | Stephanie Kellner                      |
| Damien Darhk                                                           | Neal McDonough        | 1.02, 2.01, 2.05, 2.08–2.10, 2.12, 2.15–2.17, 3.05–3.07, 3.09–3.10, 3.12–3.13, 3.16–3.18, 5.07 | Matti Klemm                            |
| Francisco „Cisco“ Ramon / Vibe                                         | Carlos Valdes         | 1.05, 2.07, 3.08                                                                               | Karim El Kammouchi                     |
| Ra’s al Ghul                                                           | Matt Nable            | 1.09                                                                                           | Andreas Wilde                          |
| Quentin Larry Lance                                                    | Paul Blackthorne      | 1.12, 1.16                                                                                     | Michael Roll                           |
| Felicity Smoak                                                         | Emily Bett Rickards   | 1.14, 2.07, 2.16. 3.08                                                                         | Andrea Wick                            |
| Nyssa al Ghul                                                          | Katrina Law           | 1.14                                                                                           | Tatjana Pokorny                        |
| Clarissa Stein                                                         | Isabella Hofmann      | 1.14, 1.16, 3.08                                                                               | Isabella Grothe                        |
| Bartholomew Henry „Barry“ Allen / The Flash                            | Grant Gustin          | 2.03 (Stimme), 2.07, 3.08, 5.00                                                                | Julius Jellinek                        |
| John Diggle / Spartan                                                  | David Ramsey          | 2.07, 3.08, 5.00                                                                               | Ole Pfennig                            |
| Bass Reeves                                                            | David Ramsey          | 6.08                                                                                           |                                        |
| Dr. Caitlin Snow / Killer Frost / Frost                                | Danielle Panabaker    | 2.07, 3.08, 5.00                                                                               | Gabrielle Pietermann Marieke Oeffinger |
| Kara Zor-El / Kara Danvers / Supergirl / Overgirl (Erde-X)             | Melissa Benoist       | 2.07, 3.08, 5.00                                                                               | Merete Brettschneider                  |
| Malcolm Merlyn / Dark Archer                                           | John Barrowman        | 2.08–2.10, 2.15–2.17                                                                           | Peter Flechtner                        |
| Kuasa                                                                  | Tracy Ifeachor        | 3.02–3.03, 3.06, 3.10, 3.13, 3.16, 3.18                                                        | Runa Aléon                             |
| Curtis Holt / Mister Terrific                                          | Echo Kellum           | 3.05, 3.08                                                                                     | Benedikt Gutjan                        |
| Grodd                                                                  | Stimme: David Sobolov | 3.07, 3.17                                                                                     | Tilo Schmitz                           |
| Alex Danvers                                                           | Chyler Leigh          | 3.08, 5.00                                                                                     | Marie Bierstedt                        |
| Iris West                                                              | Candice Patton        | 3.08                                                                                           | Yvonne Greitzke                        |
| Rene Ramirez / Wild Dog                                                | Rick Gonzalez         | 3.08, 5.00                                                                                     | Paul Sedlmeir                          |
| Dinah Drake                                                            | Juliana Harkavy       | 3.08, 5.00                                                                                     | Janina Dietz                           |
| Ray Terrill / The Ray (Erde X)                                         | Russell Tovey         | 3.08                                                                                           | Michael Baral                          |
| Jesse Wells / Jesse Quick (Erde 2)                                     | Violett Beane         | 3.15                                                                                           | Olivia Büschken                        |
| Nia Nal / Dreamer                                                      | Nicole Maines         | 5.00                                                                                           | Daniela Molina                         |
| Lex Luthor                                                             | Jon Cryer             | 5.00                                                                                           | Viktor Neumann                         |
| J’onn J’onnz / Martian Manhunter                                       | David Harewood        | 5.00                                                                                           | Torsten Michaelis                      |
| Clark Kent / Superman                                                  | Tyler Hoechlin        | 5.00                                                                                           | Tim Knauer                             |
| Lois Lane                                                              | Elizabeth Tulloch     | 5.00                                                                                           | Susanne Geier                          |
| Lyla Michaels / Harbinger                                              | Audrey Marie Anderson | 5.00                                                                                           | Ulla Wagener                           |
| Kate Kane / Batwoman                                                   | Ruby Rose             | 5.00                                                                                           | Julia Vieregge                         |
| Dr. Ryan Choi                                                          | Osric Chau            | 5.00                                                                                           | Dirk Stollberg                         |
| Joss Jackam / Weather Witch                                            | Reina Hardesty        | 5.00                                                                                           | Julia Vieregge                         |
| Jefferson Pierce / Black Lightning                                     | Cress Williams        | 5.00                                                                                           | Tilo Schmitz                           |

1. ↑  In Episode 5.00

## Hintergrund
Am 11. Januar 2015 gab Greg Berlanti bekannt, dass es erste Gespräche über eine Ableger-Serie von Arrow und The Flash gibt, die von der Figur Ray Palmer alias The Atom handeln soll. Bereits vorher unterzeichnete Brandon Routh, der bereits 2006 als Superman in Superman Returns in einer Rolle von DC Comics zu sehen war, für die Serie Arrow, um die Figur The Atom zu verkörpern. Im Folgemonat wurde berichtet, dass über eine Ablegerserie verhandelt wird, die über ein Superheldenteam handeln und Ende 2015 beziehungsweise Anfang 2016 erscheinen soll. Dabei sollen diversen Figuren, die bereits in den Serien Arrow und The Flash eine zentrale Rolle spielten, in der neuen Serie ebenfalls eine tragende Rolle zukommen. Neben Brandon Routh als The Atom sollten auch Wentworth Miller als Leonard Snart alias Captain Cold und Victor Garber als Dr. Martin Stein alias Firestorm in eine der Hauptrollen der Serie schlüpfen. Neben Berlanti sollen Andrew Kreisberg, Marc Guggenheim und Sarah Schechter als Ausführende Produzenten mitwirken.
Stephen Amell, Hauptdarsteller der Serie Arrow, bestätigte im März 2015, dass die Serie in der Mitte der Seriensaison 2015/16 starten werde. Zudem wurde bekannt gegeben, dass am Ende der zu der Zeit noch laufenden Staffel 3 von Arrow auf den Beginn der geplanten Serie angespielt wird. Noch im selben Monat wurde Dominic Purcell in der Rolle von Heat Wave für die Rollenbesetzung bestätigt. Ebenfalls bestätigte Blake Neely, bereits Komponist der Serien Arrow und The Flash, dass auch er sich für die Musik der neuen Serie verantwortlich zeigen wird. Am Ende des Monats wurde Arthur Darvill als Rip Hunter im Cast bekannt gegeben sowie Ciara Renée in der Rolle von Kendra Saunders, dem Alter Ego von Hawkgirl, bestätigt. Im Folgemonat berichtete Variety, dass der Titel der Serie Legends of Tomorrow heißen würde, wobei dies noch nicht von offizieller Seite bestätigt wurde. Hingegen wurde im selben Monat bestätigt, dass Franz Drameh als Jefferson „Jax“ Jackson in der Serie zu sehen sein wird.
Im Mai 2015 gab Victor Garber bekannt, dass die Dreharbeiten der Serie im August 2015 beginnen würden. Zudem meinte er, dass die erste Folge der Serie im Januar 2016 erstausgestrahlt werden sollte. Am 7. Mai 2015 wurde die Serie offiziell angekündigt und der Titel DC’s Legends of Tomorrow offiziell bekannt gegeben. Eine Woche später veröffentlichte The CW den ersten Trailer zur Serie, in dem sie das Superheldenteam, in dem es um DC’s Legends of Tomorrow geht, vorstellten. Ebenfalls war auch Green Arrow zu sehen. Im weiteren Monatsverlauf wurde bestätigt, dass Caity Lotz ihre Rolle als Sara Lance aus Arrow auch in DC’s Legends of Tomorrow verkörpern wird, wobei sie in der Ablegerserie auch als White Canary auftreten wird. Ebenfalls wurde im selben Monat bekannt gegeben, dass der Charakter Vandal Savage ein zentraler Bösewicht in der Serie wird, der die Zeit und die Welt zerstören will. Im Juni wurde bekannt gegeben, dass Phil Klemmer Showrunner der Serie wird. und dass auch Grant Gustin als Barry Allen alias The Flash in der Serie vorkommt.
Auf der San Diego Comic Con im Juli 2015 wurde ein weiterer Trailer der Serie vorgestellt. Im Rahmen der Veranstaltung wurde dort zudem bekannt gegeben, dass auch Hawkman neben Hawkgirl einen Auftritt haben wird. Im Folgemonat wurde Casper Crump als Bösewicht Vandal Savage gecastet. Ende November kündigte Peter Roth, Präsident der TV-Gruppe bei Warner Bros., an, dass DC’s Legends of Tomorrow am 21. Januar 2016 in den Vereinigten Staaten auf The CW erstausgestrahlt werden soll.